# Estero Drakes
El estero Drakes (del inglés: Drakes Estero) es un amplio estuario o estero de la costa del norte de California, en los Estados Unidos, localizado aproximadamente a unos 40 km al noroeste de San Francisco. El estero drena gran parte de la península de Point Reyes y desagua directamente en la homónima bahía Drakes, entre la playa Drakes y una estrecha franja de tierra llamada cordón (dunar) Limantour (Limantour Spit).
Visto desde el aire, el estero Drakes se asemeja a una mano humana, siendo los dedos las bahías de Barries, Creamery, Schooner, Home y Limantour —este último sería el pulgar.
El estero está protegido como parte de la Costa nacional de la Punta Reyes (Point Reyes National Seashore) y también por la protección de la «Política de bahías y estuarios de California» (California Bays and Estuaries Policy).

## Historia
El estero fue nombrada en honor de Sir Francis Drake y ha sido considerado por muchos historiadores como el lugar más probable en el que Drake habría desembarcado en la costa oeste de América del Norte durante su circunnavegación del mundo por vía marítima en 1579, aunque la  determinación del lugar, sin embargo, sigue siendo controvertida.  Un marcador histórico ha sido puesto en la playa Drakes, cerca del Centro de Visitantes Kenneth C. Patrick.